# Sami Niku
Sami Niku, född 10 oktober 1996, är en finländsk professionell ishockeyback som är kontrakterad till Winnipeg Jets i National Hockey League (NHL) och spelar för deras primära samarbetspartner Manitoba Moose i American Hockey League (AHL). Han har tidigare spelat på lägre nivåer för JYP i Liiga och JYP-Akatemia i Mestis.
Niku draftades i sjunde rundan i 2015 års draft av Winnipeg Jets som 198:e spelare totalt.

## Statistik
| 2013–2014     | JYP-Akatemia   | Mestis        | 30  | 0  | 3  | 3  | 16 | —  | — | — | — | — |
| 2014–2015     | JYP-Akatemia   | Mestis        | 39  | 3  | 22 | 25 | 24 | 6  | 0 | 5 | 5 | 4 |
|               | JYP            | Liiga         | 12  | 0  | 1  | 1  | 6  | —  | — | — | — | — |
| 2015–2016     | JYP            | Liiga         | 38  | 4  | 7  | 11 | 2  | —  | — | — | — | — |
|               | JYP-Akatemia   | Mestis        | 7   | 0  | 2  | 2  | 4  | —  | — | — | — | — |
| 2016–2017     | JYP            | Liiga         | 59  | 5  | 22 | 27 | 26 | 15 | 1 | 5 | 6 | 2 |
| 2017–2018     | Winnipeg Jets  | NHL           | 1   | 1  | 0  | 1  | 0  | —  | — | — | — | — |
|               | Manitoba Moose | AHL           | 71  | 15 | 37 | 52 | 30 | —  | — | — | — | — |
| NHL totalt    | NHL totalt     | NHL totalt    | 1   | 1  | 0  | 1  | 0  | —  | — | — | — | — |
| Liiga totalt  | Liiga totalt   | Liiga totalt  | 109 | 9  | 30 | 39 | 34 | 15 | 1 | 5 | 6 | 2 |
| AHL totalt    | AHL totalt     | AHL totalt    | 71  | 15 | 37 | 52 | 30 | —  | — | — | — | — |
| Mestis totalt | Mestis totalt  | Mestis totalt | 76  | 3  | 27 | 30 | 44 | 6  | 0 | 5 | 5 | 4 |

### Internationellt
| Källa: Uppdaterad: 2018-04-04 | Källa: Uppdaterad: 2018-04-04 | Källa: Uppdaterad: 2018-04-04 |         | Utv = Utvisningsminuter | Utv = Utvisningsminuter | Utv = Utvisningsminuter | Utv = Utvisningsminuter | Utv = Utvisningsminuter |
| År                            | Lag                           | Mästerskap                    | Matcher | Mål                     | Assists                 | Poäng                   | Utv                     |                         |
| ----------------------------- | ----------------------------- | ----------------------------- | ------- | ----------------------- | ----------------------- | ----------------------- | ----------------------- | ----------------------- |
| 2013                          | Finland                       | Ivan Hlinkas minnesturnering  | 4       | 1                       | 1                       | 2                       | 4                       |                         |
| 2014                          | Finland                       | U18                           | 5       | 1                       | 0                       | 1                       | 0                       |                         |
| 2015                          | Finland                       | JVM                           | 5       | 0                       | 0                       | 0                       | 0                       |                         |
| 2016                          | Finland                       | JVM                           | 8       | 1                       | 2                       | 3                       | 6                       |                         |
| Junior totalt                 | Junior totalt                 | Junior totalt                 | 22      | 3                       | 3                       | 6                       | 10                      |                         |